# Biserica de lemn „Sfântul Ioan Botezătorul” din Burghelea
Biserica de lemn „Sf. Ioan Botezătorul” este o biserică amplasată în Burghelea, raionul Fălești, Republica Moldova. Este un monument arhitectural de importanță națională inclus în Registrul monumentelor Republicii Moldova ocrotite de stat cu nr. 1079 (raionul Fălești). Datează din 1830.